# Neoscaptia albicollis
Neoscaptia albicollis là một loài bướm đêm thuộc phân họ Arctiinae, họ Erebidae.